# سينا مريدي
سينا موريدي (بالفارسية: سینا مریدی)، من مواليد 5 أيار 1996، هو لاعب كرة قدم إيراني يشغل مركز الوسط، ويلعب حاليًا لنادي سايبا في دوري الخليج العربي للمحترفين.

## المسيرة الكروية

### فولاد
بدأ مسيرته الكروية في الفئات العمرية ل نادي فولاد خوزستان. وفي شتاء عام 2015، انضم إلى الفريق الأول تحت قيادة المدرب دراغان سكوسيتش، ووقع عقدًا لمدة ثلاث سنوات ونصف، ليبقى مع الفريق حتى عام 2018. شارك في أول مباراة له مع فولاد في 5 أيار 2015، ضد فريق باديده، حيث دخل كبديل للاعب بهمان كامل. 

## روابط خارجية
- سينا مريدي في IranLeague.ir